# Sam Neill
Sam Neill (Omagh (Noord-Ierland), 14 september 1947) is een Nieuw-Zeelands acteur en regisseur, geboren als Nigel John Dermot Neill.
Neill woonde in zijn jonge jaren in Noord-Ierland. In 1953 verhuisden zijn ouders en de familie terug naar het Zuidereiland, Nieuw-Zeeland, waar hij de naam "Sam" kreeg. Hij ging naar verschillende kostscholen en studeerde Engelse literatuur aan de universiteiten van Canterbury en Victoria. Na zijn afstuderen acteerde hij bij de New Zealand Players en andere theatergroepen.
Gedurende zes jaar was hij regisseur, scenarioschrijver en editor voor de New Zealand National Film Unit. Neill begon zijn acteercarrière in de televisieserie The Sullivans, waarna hij via de Nieuw-Zeelandse film Sleeping Dogs (1977) en het Australische My Brilliant Career de rol van Damien mocht spelen in Omen III: The Final Conflict.
Acteur James Mason haalde Neill naar Engeland en bezorgde hem in 1981 een rol in The Final Conflict. Neill verhuisde prompt naar Engeland, waar hij onder andere speelde in de televisiefilm Ivanhoe en de hoofdrol speelde in de gerenommeerde miniserie Reilly: Ace of Spies, waarvoor hij de BAFTA voor beste acteur in een televisieserie won.
Er was even sprake van dat Neill de rol van James Bond zou overnemen van Roger Moore, maar Albert R. Broccoli, de producent van alle Bondfilms, zag meer in Timothy Dalton.
In de jaren tachtig maakte Neill twee films met actrice Meryl Streep en regisseur Fred Schepisi, Plenty uit 1985 en A Cry in the Dark uit 1988. Zijn meest bekende film uit die tijd is de thriller Dead Calm uit 1989. De film zou de internationale doorbraak van Nicole Kidman betekenen.
1993 was een topjaar voor Neill. Hij speelde paleontoloog dr. Alan Grant in de megablockbuster Jurassic Park van Steven Spielberg. Ook was hij te zien als de echtgenoot van Holly Hunter in het bejubelde The Piano. Deze twee rollen maakten hem wereldberoemd.
Neill heeft een wijngaard met de naam "Two Paddocks" in Otago op het Zuidereiland van Nieuw-Zeeland, waar hij inmiddels ook weer woont. Tevens heeft hij huizen in Sydney en Beverly Hills. Hij is goede vrienden met onder anderen mede-Nieuw-Zeelanders Neil en Tim Finn. Hij is sinds september 1989 getrouwd met Noriko Watanabe en heeft drie kinderen, onder wie een zoon (Tim) uit een eerder huwelijk met actrice Lisa Harrow. Ook heeft hij met Watanabe dochter Elena en een stiefdochter, Maiko. Het koppel is gescheiden sinds 2017.

## Filmografie
- Ashes (1975) - Priester
- Landfall (1975) - Eric
- Sleeping Dogs (1977) - Smith
- The Journalist (1979) - Rex
- Just Out of Reach (1979) - Mike
- My Brilliant Career (1979) - Harry Beecham
- Lucinda Brayford (1980) - Tony Duff
- Young Ramsay (televisieserie: afl. Do or Die, 1980) - Crossland
- The Sullivans (televisieserie, 1980) - Ben Dawson
- Omen III: The Final Conflict (1981) - Damien Thorn
- Possession (1981) - Mark
- From a Far Country (1981) - Marian
- Attack Force Z (1982) - Sergeant D.J. (Danny) Costello
- Ivanhoe (televisiefilm, 1982) - Brian de Bois-Guilbert
- Enigma (1983) - Dimitri Vasilikov
- Reilly: The Ace of Spies (miniserie, 1983) - Sidney Reilly (Sigmund Rosenblum)
- The Country Girls (televisiefilm, 1984) - Mr. Gentleman
- Le sang des autres (1984) - Bergman
- Robbery Under Arms (televisiefilm, 1985) - Capt. Starlight
- Plenty (1985) - Lazar
- Kane & Abel (miniserie, 1985) - William Lowell Kane
- Strong Medicine (televisiefilm, 1986) - Vince Lord
- For Love Alone (1986) - James Quick
- Amerika (miniserie, 1987) - Colonel Andrei Denisov
- The Good Wife (1987) - Neville Gifford
- Leap of Faith (televisiefilm, 1988) - Oscar Ogg
- A Cry in the Dark (1988) - Michael Chamberlain
- Dead Calm (1989) - John Ingram
- La Révolution française (1989) - Marie-Joseph-Paul-Yves-Roch-Gilbert Mortier, marquis De La Fayette
- The Hunt for Red October (1990) - Captain 2nd Rank Vasily Borodin
- Shadow of China (1990) - Tv-reporter
- Death in Brunswick (1991) - Carl Fitzgerald aka Cookie
- Fever (televisiefilm, 1991) - Elliott
- Bis ans Ende der Welt (1991) - Eugene Fitzpatrick
- One Against the Wind (televisiefilm, 1991) - Major James Leggatt, The Guards
- Memoirs of an Invisible Man (1992) - David Jenkins
- The Piano (1993) - Alisdair Stewart
- Hostage (1993) - John Rennie
- Family Pictures (televisiefilm, 1993) - David Eberlin
- Jurassic Park (1993) - Dr. Alan Grant
- Country Life (1994) - Dr. Max Askey
- The Simpsons (televisieserie, afl. Homer the Vigilante, 1994) - Malloy (stem)
- Sirens (1994) - Norman Lindsay
- The Jungle Book (1994) - Colonel Geofferey Brydon
- Victory (1995) - Mr. Jones
- In the Mouth of Madness (1995) - John Trent
- Restoration (1995) - King Charles II
- Children of the Revolution (1996) - David 'Dave' Hoyle aka Agent 'Nine'
- In Cold Blood (miniserie, 1996) - Agent Alvin Dewey
- Snow White: A Tale of Terror (1997) - Friedrich Hoffman
- Event Horizon (1997) - Dr. William Weir
- Merlin (televisiefilm, 1998) - Merlin
- The Horse Whisperer (1998) - Robert MacLean
- The Revengers' Comedies (1998) - Henry Bell
- The Games (televisieserie afl., Transport!, 1998) - Citytrans-CEO
- Molokai: The Story of Father Damien (1999) - Walter Murray Gibson
- Bicentennial Man (1999) - 'Sir' Richard Martin
- Sally Hemings: An American Scandal (televisiefilm, 2000) - Thomas Jefferson
- My Mother Frank (2000) - Professor Mortlock
- The Dish (2000) - Cliff Buxton
- The Magic Pudding (2000) - Sam Sawnoff (stem)
- Submerged (televisiefilm, 2001) - Lt. Cmdr. Charles B. 'Swede' Momsen
- Jurassic Park III (2001) - Dr. Alan Grant
- The Zookeeper (2001) - Ludovic
- Framed (televisiefilm, 2002) - Eddie Meyers
- Dirty Deeds (2002) - Ray
- Leunig: How Democracy Actually Works (2002) - Verteller (stem)
- Leunig Animated (video, 2002) - Verteller (stem)
- Doctor Zhivago (miniserie, 2002) - Victor Komarovsky
- Perfect Strangers (2003) - The Man
- Stiff (televisiefilm, 2004) - Lionel Merricks
- Jessica (televisiefilm, 2004) - Richard Runche
- Yes (2004) - Anthony
- Wimbledon (2004) - Dennis Bradbury
- To the Ends of the Earth (miniserie, 2005) - Mr. Prettiman
- Little Fish (2005) - The Jockey
- Mary Bryant (miniserie, 2005) - Governor Arthur Phillip
- The Triangle (miniserie, 2005) - Eric Benerall
- Merlin's Apprentice (miniserie, 2006) - Merlin
- Irresistible (2006) - Craig
- Two Twisted (televisieserie: afl. Von Stauffenberg's Stamp, 2006) - Mick
- Angel (2007) - Théo
- The Tudors (televisieserie, 2007) - Cardinal Thomas Wolsey
- Telepathy (2007) - Rol onbekendevil
- Dean Spanley (2008) - Dean Spanley
- Escape Plan (2013) - Dr. Kyrie
- Peaky Blinders (2013-2014) - Detective Inspector Chester Campbell
- The Daughter (2015) Walter
- And Then There Were None (miniserie, 2015) - General John Gordon MacArthur
- Hunt for the Wilderpeople (2016) - Hec
- Thor: Ragnarok (2017) - Odin-acteur
- The Commuter (2018) - Captain Hawthorne
- Jurassic World Dominion (2022) - Dr. Alan Grant
- Thor: Love and Thunder (2022) - Odin-acteur